# Handelshøjskolernes erhvervsøkonomiske Diplomuddannelse (HD)
Handelshøjskolernes erhvervsøkonomiske Diplomuddannelse (forkortet HD) er en uddannelse, der typisk læses som deltidsstudium sideløbende med erhvervsarbejde. Uddannelsen er normeret til 120 ECTS-points svarende til 4 år som deltidsstudium.

## Adgangskrav
For at blive optaget på uddannelsen skal man have en studentereksamen eller tilsvarende adgangsgivende eksamen; endvidere er kundskaber om matematik svarende til B-niveau tilrådelige.
Uddannelsen er opdelt i en 1. del og en 2. del, der hver er normeret til 60 ECTS-points.

## Opbygning

### 1. del
1. del varer typisk 4 semestre og indeholder en række grundlæggende fag, bl.a.:
- erhvervsøkonomi (også kaldet virksomhedsøkonomi)[7]
- samfundsøkonomi[8]
- erhvervsjura (også kaldet erhvervsret)[7]
- statistik (også kaldet dataanalyse)[9]

### 2. del
2. del varer typisk 4 semestre, og her vælger den studerende en specialeretning, fx
- Regnskab og økonomistyring (HD R)[11]
- Finansiel rådgivning (HD FR)[12]
- Finansiering (HD F)[13]
- Afsætning (HD A), som bl.a. omfatter markedsføring.[14]
- Organisation og ledelse (HD O)[15]
- HD international business[16]

## Uddannelsesinstitutioner der udbyder HD
- Copenhagen Business School (CBS)[10]
- Aalborg Universitet (AAU)[6]
- Aarhus BSS, som er en del af Aarhus Universitet (AU),[17] udbyder HD i både Aarhus, Herning og online.[18]
- Syddansk Universitet (SDU) i Odense og Slagelse, der også udbyder HD som fjernundervisning.[19]